# Lorenzo Fernández (futbolista)
Lorenzo Fernández (Redondela, España, 20 de mayo de 1900-Redondela, España, 16 de noviembre de 1973), apodado El Gallego, fue un futbolista y entrenador uruguayo de origen gallego.

## Trayectoria
Sus orígenes familiares se encuentran en Redondela, España. Durante su carrera jugó con los equipos de Capurro, River Plate FC, Atlético Wanderers, y Peñarol. Asimismo jugó 31 partidos con la selección uruguaya y anotó 4 goles, proclamándose campeón de la Copa Mundial de Fútbol de 1930, medalla de oro en los Juegos Olímpicos de Ámsterdam 1928, y campeón de América en 1926 y 1935. Fue entrenador de Peñarol entre 1941 y 1942.
En 1927 participó como jugador invitado en la histórica gira por América del Norte del Club Nacional de Football, pero nunca actuó en forma oficial por dicho club.

#### Participaciones en Copas del Mundo
| Mundial           | Sede    | Resultado | Partidos | Goles | Asist. |
| ----------------- | ------- | --------- | -------- | ----- | ------ |
| Copa Mundial 1930 | Uruguay | Campeón   | 4        | 0     | 2      |

#### Participaciones enCopa América
| Copa                         | Sede      | Resultado  | Partidos | Goles |
| ---------------------------- | --------- | ---------- | -------- | ----- |
| Campeonato Sudamericano 1926 | Chile     | Campeón    | 4        | 0     |
| Campeonato Sudamericano 1927 | Perú      | Subcampeón | 3        | 0     |
| Campeonato Sudamericano 1929 | Argentina | 3° lugar   | 2        | 3     |
| Campeonato Sudamericano 1935 | Perú      | Campeón    | 3        | 0     |

## Títulos

### Clubes
- Campeonato Uruguayo: 1928, 1929, 1932, 1933, 1935.
- Federación Uruguaya: 1923
- Copa "La Tribuna Popular": 1932
- Copa José Piendibene: 1929
- Copa Myrurgia: 1928
- Copa Ricardo Pittaluga: 1928
- Copa Aldao: 1928

### Internacionales
- Uruguay
  - Copa América: 1926, 1935
  - Copa Mundial de Fútbol: 1930
  - Juegos Olímpicos de Ámsterdam 1928: 1928 Medalla de Oro
  - Copa Newton: 1929, 1930
  - Copa Lipton: 1927, 1929

### Filatelia
En el año 2002, los Correos Uruguayos emitieron un sello con su imagen.